# ヴァージン・ビューティー
『ヴァージン・ビューティー』（Virgin Beauty）は、アメリカ合衆国のフリー・ジャズ・ミュージシャン、オーネット・コールマンが1988年に自身のリーダー・バンド「プライム・タイム」との連名で発表したスタジオ・アルバム。

## 背景
グレイトフル・デッドのギタリスト、ジェリー・ガルシアが3曲にゲスト参加しており、ガルシアはコールマンとの共演に関して「オーネットの音楽は、驚くほどシンプルであると同時に難解でもある。フレーズ自体は難しくないけど、その後ろにあるハーモニーの関係性が実に深いんだ」とコメントしている。なお、コールマンは1993年2月13日、グレイトフル・デッドのオークランド・コロシアム公演の第2部にゲスト参加した。

## 反響・評価
『ビルボード』のジャズ・アルバム・チャートでは2位に達し、発売から1年足らずのうちに、コールマンのリーダー・アルバムとしては過去最高の売り上げを記録した。
スコット・ヤナウはオールミュージックにおいて5点満点中3.5点を付け「少々とっ散らかっているとはいえ、かなりエキサイティングな場面が多い」と評している。また、ロバート・クリストガウは本作にAを付け「脈動が波打っており、ガルシアの演奏も決して派手ではないが、適切に馴染んでいる」と評している。

## 収録曲
全曲ともオーネット・コールマン作曲。
1. 3ウィッシーズ - "3 Wishes" - 4:23
2. ブルジョワ・ブギ - "Bourgeois Boogie" - 5:11
3. ハッピー・アワー - "Happy Hour" - 4:49
4. ヴァージン・ビューティー - "Virgin Beauty" - 3:34
5. ヒーリング・ザ・フィーリング - "Healing the Feeling" - 5:21
6. シンギング・イン・ザ・シャワー - "Singing in the Shower" - 4:26
7. デザート・プレイヤーズ - "Desert Players" - 4:24
8. ハネムーナーズ - "Honeymooners" - 4:24
9. チャンティング - "Chanting" - 3:01
10. スペリング・ジ・アルファベット - "Spelling the Alphabet" - 1:30
11. アンノウン・アーティスト - "Unknown Artist" - 4:13

## 参加ミュージシャン
- オーネット・コールマン - アルト・サクソフォーン、ヴァイオリン、トランペット
- ジェリー・ガルシア - ギター(on #1, #6, #7)
- バーン・ニックス - ギター
- チャールス・エラービー - ギター
- アル・マクドウェル - エレクトリックベース
- クリス・ウォーカー - エレクトリックベース
- デナード・コールマン - ドラムス、キーボード、パーカッション
- カルヴィン・ウェストン - ドラムス